# Leon Parker

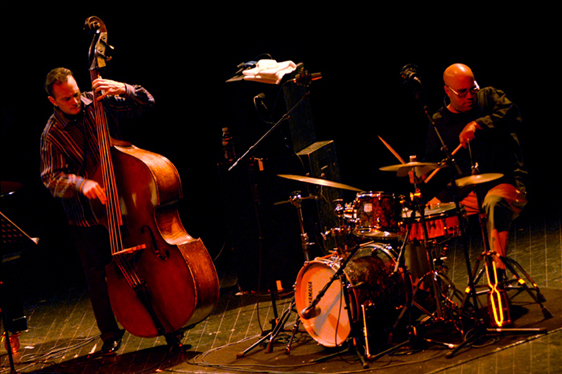
Leon Parker (rechts) mit dem Bassisten Sean Smith (2007)

Leon Parker (* 21. August 1965 in White Plains, New York) ist ein US-amerikanischer Jazz-Schlagzeuger.

## Biographie
Parker begann schon mit 11 Jahren Schlagzeug zu spielen und genoss in seiner Jugend eine klassische Ausbildung. Unter der Anleitung von Barry Harris widmete er sich dem Studium des Jazz. Sein Debüt-Album nahm er mit Harvie S auf. Er ging auf Tour mit Sheila Jordan und trat u. a. mit Kenny Barron auf. Seine Frau Lisa ist eine Flötistin, die mit ihm 1989 durch Portugal und Spanien tourte. Er ist bekannt für die Reduzierung seines Schlagzeugset; manchmal arbeitete er nur mit Becken. Gegenwärtig (2018) spielt er im Trio mit Peter Bernstein und Doug Weiss.
Sein bisher bestverkauftes Album Awakening wurde 1998 bei Columbia Records aufgenommen und schaffte es in die Top 20 der Billboards Top Jazz Album.

## Diskografie
- Duo von Charlie Hunter und Leon Parker (Audio-CD, Epicure – 1999)
- Above & Below von Leon Parker (Audio-CD, Columbia – 1994)
- Belief von Leon Parker (Audio-CD, Columbia – 1996)
- Awakening von Leon Parker (Audio-CD, Columbia – 1998)
- The Simple Life von Leon Parker (Audio CO, Label M – 2001)